# 手形
手形（てがた）とは、
1. 一定の内容の証明となる証文には手形を押したことから、一定の資格や権利を証明する書面そのものも手形という[注 1]。通行手形（関所手形）、切符手形（切手）、約束手形、為替手形といった使われ方をする。
2. 上記が転じたもの。有価証券としての一種である約束手形と為替手形のこと（広義には小切手も含む）を指すのが一般的である。

以下、ここでは、2.の意味の「有価証券としての一種である約束手形と為替手形」の共通事項について記述する。

## 手形の起源
日本における現行の手形制度は、日本独自の制度が発展したものではなく、明治以降、ヨーロッパの制度を取り入れて発展させたものである。

## 手形の種類
為替手形（かわせてがた）
手形の振出人（発行者）が、第三者（支払人）に委託し、受取人またはその指図人に対して一定の金額を支払ってもらう形式の有価証券のことである。略称は為手（ためて）。遠隔地との取引をする際（特に輸出入）、現金を直接送ることの危険を避けるために用いられることが多い。
日本の商慣行では、江戸時代の遠距離取引においては為替の手段として今日の為替手形と同様の物が用いられていた。水戸黄門漫遊記でも、黄門一行が路銀を受け取る手段として度々登場する。現在では、銀行間口座振替（一般に言う口座振込）が主流となり国内取引の決済手段としては、ほとんど用いられない。このことから平成28年度の日本商工会議所主催の簿記検定から「2級（および3級）においては、手形の取引は約束手形のみとなり、為替手形の取引は出題されません」とされた。
また債権者が債務者に引き受けさせ期日に支払いをさせるといった融資の手段として用いられ、金融機関からの融資においても中長期の割賦返済を前提とした証書貸付に対し、手形貸付と呼ばれる貸付手段である。
約束手形（やくそくてがた）
手形の振出人（発行者）が、受取人またはその名宛人に対して、一定の期日に一定の金額を支払うことを約束する形式の有価証券のことである。略称は約手（やくて）。
手形は、2 - 3か月程度の中期信用を担う手段として広く利用されていることもあり、日本国内で流通する手形のほぼすべてが約束手形である。
約束手形の一つに、自動車など高額商品の分割払い用の手段として「マル専手形」がある。商品購入の際に金融機関で専用の当座預金口座を開設し、口座に入金後分割払い分の手形を振り出し、販売者に渡すものである。1980年代まで自動車購入時の分割払いに使われていたが、自動車ディーラーの債権回収業務の負担が増大したことなどから、1990年代以降自動車メーカー系ファイナンス会社や信販会社、当の「マル専手形」を扱った銀行など金融機関によるオートクレジットやオートローンの拡大により、制度としては存在するものの実際の利用はほとんどなくなっている。このような状況から、2020年ごろから「マル専手形」の新規取り扱いを中止する金融機関が出ている。
なお、2021年2月経済産業省は、2026年をめどに約束手形を廃止する方針を決定している。
私製手形
手形法に基づいて発行された手形のうち、金融機関の指定する特殊な様式によらないものをこう表現する人がいる。
このほか、白地手形の項目も参照。

## 手形の使用目的

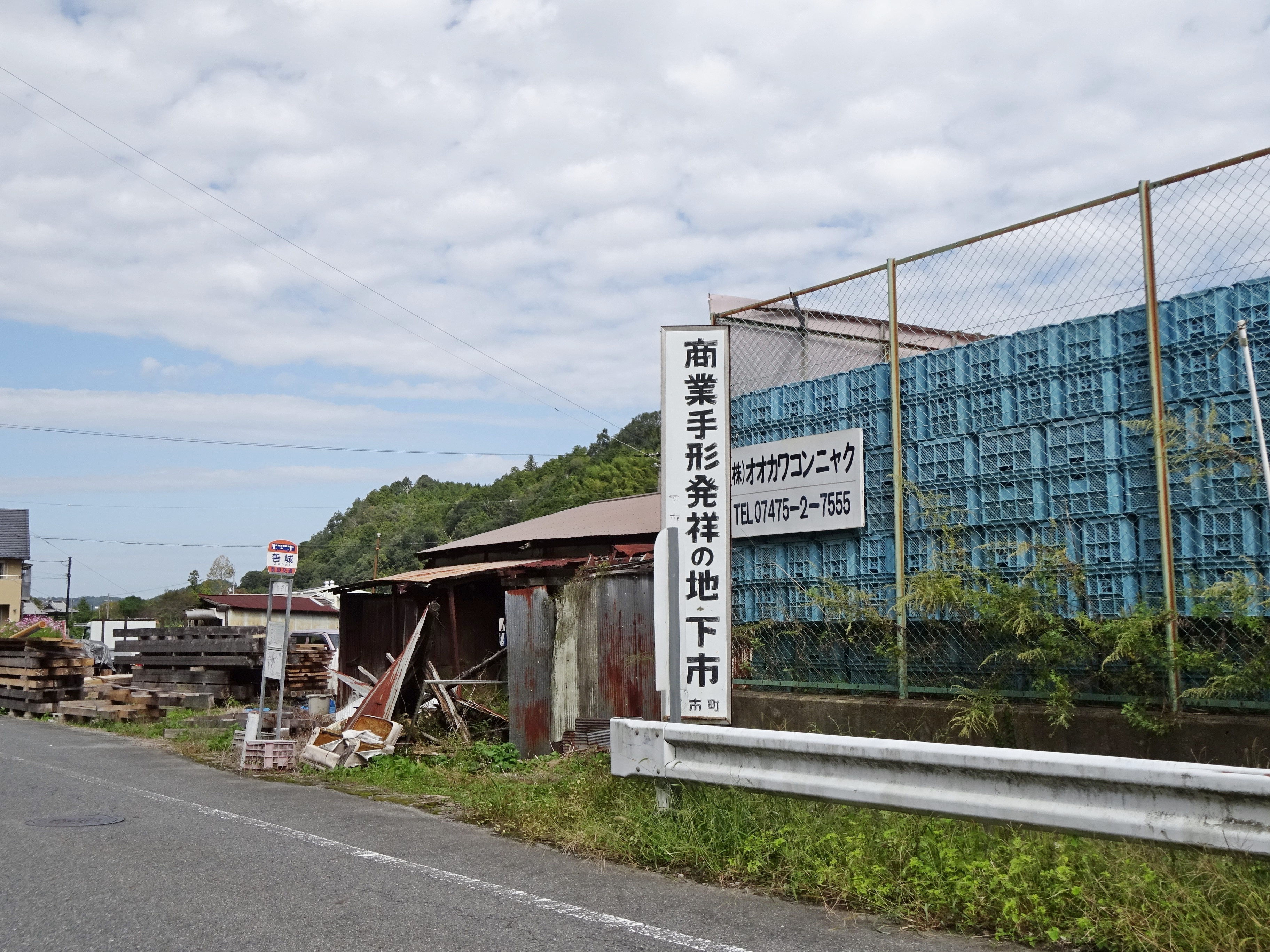
奈良県下市町は日本の商業手形発祥の地として知られる

手形は、以下の目的で使用される。
商業手形（代金延べ払い）
手元に現金がない場合に、約束手形を振り出して代金に充てる方法である。企業取引は通常信用売買によってなされるが、通常の売掛債権よりも手形債権とした方が回収が確実視される。また、満期日まで実際の支払い期限が延長されるため、実質的に代金延べ払いの機能も有する。簿記用語（勘定科目）においては、受取手形あるいは支払手形と呼ばれている。
手形貸付
金銭を貸し付けるにあたって、借用書の代わりに、借主から貸主を受取人とする約束手形を振り出させることをいう。借主が支払期日に手形を決済出来ない場合は不渡りとなり、6か月以内に2回不渡りを出すと銀行取引停止処分となり倒産に追い込まれるため、最優先で決済することとなる。印紙代の節約にもなり、しばしば利用される。
融通手形
まず、経済的信用のある者が約束手形を振り出したり、手形の裏書人になる。この手形をすぐさま金融機関において手形割引を受けて現金を確保させるために資金繰りに窮した者へ渡すという使い方をいう。手形振出の元になる経済的関係（原因関係）がなく、手形の支払いが拒絶されるなど、しばしば紛争を生じる。

## 手形の使用方法
日本においては、手形を利用しようとする者は、まず銀行との間で当座勘定取引契約を結び、一般社団法人全国銀行協会が制定する「統一手形用紙」を受け取る。本来、手形要件（手形として機能させるために必要な法定された記載事項）さえ満たしていればよく、手形用紙に制限はない。しかし、統一手形用紙を用いなければ銀行は割引などの取引に応じてくれないため、実務上は統一手形用紙による手形を利用することがほとんどである。
しかし、一部貸金業者では、自社で私製手形を作成（統一手形用紙によらないものをこのように呼ぶ）し、金銭消費貸借証書の代用とする事もある。これは、印紙を節約できる場合があるほかに、証拠が書証に限定される手形訴訟の提訴により、迅速に回収できる可能性があるためである。ただし、申立が裁判で却下された例もある。

## 手形法理総説
手形（為替手形も含む）は、後述のように完全有価証券とされることから、有価証券法の基本法理を示すものとして手形法学の研究は各国で盛んである。以下は日本における手形法学に基づいて説明を加える。

### 手形の法源
ジュネーブ統一手形法条約への加盟によって制定された手形法によって規定されており、加盟国の間では基本的に同様の法規が適用される（しかし、他の加盟国においては、手形そのものは日本ほど盛んに用いられてはいない）。また、実務上は全国銀行協会連合会が制定する当座勘定規則と銀行取引約定書の規制も重要である。

### 手形の法的性質
手形は、証券と権利が強固に結合されており、その権利の発生・移転・行使というすべての段階において手形という証券を必要とするため、完全有価証券といわれる。
手形は、以下のような性質のすべてを持つ有価証券である。
要式証券性
証券の記載と権利の内容を一致させる前提として、証券の記載が法定的に定型化されていること。
無因証券性と文言証券性を認めるための前提である。
文言証券性
証券の記載通りの効果が生じること（設権証券性からいって当然ではある）。
これにより手形取得者は簡易な確認だけで証券の記載通りの効果を享受できるため、取引の安全に資する。
設権証券性
振出によって既存の権利とは別個の手形上の権利が生ずること。
無因証券性
手形の効力が原因関係の効力によって左右されないこと。
指図証券性
権利の移転のために裏書を要するということ。
民法における指名債権譲渡の特則として、簡易迅速な取引を可能とする。
呈示証券性
履行請求のためには証券を呈示しなければならないということ。
高度の流通性を持つ手形において速やかな権利者確定が可能となる。
受戻証券性
証券との引き換えによってのみ債務履行を請求できるということ。

### 手形取引の安全
手形は、高度の流通性が予定されているため、取引の安全（手形債権者を不測の損害から守る）が法律ないしその解釈によって特に図られる。手形に対する信頼が損なわれれば手形制度は存立できないため、通常の商取引より手厚く保護される。また、後述の不渡りを起こした者に厳しい処分がとられるのもこのためである。

## 手形関係
手形をめぐる法律関係を手形関係という。手形の発生原因となる法律関係である原因関係と区別される。手形関係には振出・裏書・引受（為替手形の場合）などがある。

### 手形の振出
通説によれば、手形に署名し相手方に交付することを手形の振出という。
手形理論、手形要件も参照のこと。

### 手形の譲渡
手形は、理論上は貨幣に匹敵する流通性をもつため、受取人（手形の振出を受けた者）から裏書譲渡によって転々と流通し、その所持人を変えてゆくことが想定されている。ただし、現実の手形取引においては、所持人が頻繁に変わるような手形は敬遠されるため、転々と流通することは稀である。
裏書譲渡の項目を参照のこと。

### 手形金の支払
満期が到来したら、そのときの手形の所持人は振出人（手形を振り出した者）に支払いを求めるため、手形を呈示する。すると、振出人から手形に記載された金額が、呈示された手形と引き換えに支払われる。
手形債務者が請求者に手形金の支払を拒むことができる事由を手形抗弁といい、手形抗弁がある場合は支払義務を負っていても支払を拒むことができる。詳しくは、手形抗弁、後者の抗弁を参照。
満期に支払がなされなかった場合は、2次的な手形債務者に対する遡求が問題となる。また、1次的な手形債務者については、経済的には後述の不渡りの問題が生じる。なお、白地手形も参照。

## 手形理論
手形上の権利発生の法的理論のことを、手形理論という。
手形は、振出されることによって権利が生じる（設権証券性）。しかし、何を持って「振出」と考えるか、その法的構成に関する学説には、交付契約説（契約説）・発行説・修正発行説・創造説がある。このうち、通説たる交付契約説と、有力説である創造説の一種の二段階創造説が大きく対立している。
この対立は、振出人が手形に署名したが、受取人に交付する前に盗難などに遭い、その後その手形が振出人の意思に反して流通に乗せられてしまった場合において先鋭化する。このように手形は作成されたが交付がなされずに流通した場合を、交付欠缺（こうふけんけつ）と言い（「欠缺」とは「（必要な要素･要件が）欠けていること」の意）、作成者の意思に反して流通してしまった手形でも有効な手形であるとして手形署名者に振出人としての債務を負わせることができるのかどうかが問題となる。
交付契約説
交付契約説は、手形が作成されただけでは足りず、交付されなければ手形上の権利が発生したとはいえないと考える。このため、交付欠缺の場合は、手形署名者は振出人としての責任は負わないことになる。
そうであるとすれば、理論上は善意の手形所持人（交付欠缺を知らずに手形を取得した者）が予期せず不利益を被る可能性が生じる。そこで、交付契約説を前提としながらも、交付欠缺があったことについて手形所持人が善意・無重過失であれば、交付欠缺がある場合の署名者も振出人としての責任を負うという権利外観理論が提唱された。この交付契約説+権利外観理論が通説である。
二段階創造説
二段階創造説は、手形は作成された時点で手形上の権利が発生し、交付により手形上の権利が移転すると考える。このため、交付欠缺の場合は、手形署名者は振出人として手形上の債務を負うことになる。
二段階創造説によると、取引の安全が正面から確保される一方で論理的矛盾や過度の擬制（手形の作成時においては署名者が署名者自身に対して手形債務を負担することになる）を伴うという批判や、交付欠缺という例外的事例に対処するために原則論をゆがめるものであるとの批判がある。
なお、判例（最高裁判所第三小法廷昭和46年11月16日判決 民集25巻8号1173頁）が交付契約説+権利外観理論によっているのか、創造説によっているのかは明らかでなく、争いがあったところであるが、現在では、本判決は特定の手形理論に拠ったものとはいえないというのが学説一般の評価であるといってよい。

## 手形を巡る経済現象
手形は、前述のようにさまざまな使用目的をもつが、満期（支払期日）に手形金を支払えない状態（不渡り）に陥ることもある。6か月以内に2回手形が不渡りになった場合には、以後2年間、銀行取引が停止される。これによって約束手形の振出人は、手形を利用した金融手段の途が閉ざされ事実上の倒産に追い込まれるため、必死の金策に走るなど不渡りの回避策に悩まされることとなる。
問題なのは、欧米などの国では、訴訟費用が比較的に安い（数十万円程度の被害額であれば、簡易裁判所で弁護士を通さずに個人で解決できる）ことを反映して、信用売りは大抵は売掛金で行われる。一方で、日本においては、弁護士および裁判官が極端に少ないことを反映して、訴訟費用が高い。このことを反映して、小額の商取引でも手形で行われる。このため、日本においては、特に一企業の不渡りが関連企業の不渡りを呼ぶという連鎖倒産の危険を、常にはらんでいる。欧米においては、あくまでも高額の取引においてのみ手形を使い、さらにその手形に保険をかけるという手段で、不意の資金不足を防ぐという処置がとられている。よって、取引先の倒産により営業の採算が取れなくなる場合の倒産は避けることはできないが、手形の不渡りによる自動的な倒産という実際の経済活動と遊離した法的な倒産が避けられる。

### 手形の支払期日延長
約束手形の支払期日までに資金が調達できない場合、振出人が、受取人またはその指図人もしくは手形所持人に対し、支払期日の延長を依頼することがある。この支払期日の延長を俗に「手形のジャンプ」という。方法としては、振出人がその約束手形を回収すると同時に、新たな支払期日を設定した約束手形を振り出す（講学上の書替手形）、または、約束手形の支払期日を訂正するものがある。
約束手形の支払期日延長は、振出人にとっては自己の決済資金不足（予測）を露呈するという信用低下のおそれを犯してまで、緊急・想定外の行為として行うのであり、その後の決済不能（不渡り）、倒産・破産という事態に進行する前兆であるとも言える。従って受取人はこれに応じるかどうかは慎重に行うべきものであるが、応じないことにより一気に資金繰り悪化に至るケースや、逆に、応じたことにより他の債権者に後れ、自己の債権を回収できないケースもあり、まさにケースバイケースである。

### 手形の不渡り
手形を振り出した企業の経営状態が厳しくなり、手形の決済資金が底を尽き、決済が出来なくなったことを、手形の不渡りという。これは銀行などが資金的な援助をしなくなったということで、実質的な倒産状態に陥っていることを意味する。不渡り2回目で銀行取引が停止され、いわゆる「倒産」となり、手形は価値の消滅した紙くず同然のものとなる。
詳しくは、不渡りを参照。

### パクリ手形
手形の割引先の斡旋を依頼して、当該手形を他人に託したところ、持ち逃げされるなどして手形を盗取されてしまうことや、その手形自体をさして、パクリ手形という。「パクる」という言葉はあまりに俗で法律用語としてふさわしくないように思われるが、手形取引の社会においては「パクリ手形」や「パクる」という言葉は定着しているようである。手形・小切手法に関する教科書などにも登場する。また、経済界においても、「パクリ屋」が手形専門の詐欺師を指す言葉として定着している。